# Faint Object Camera

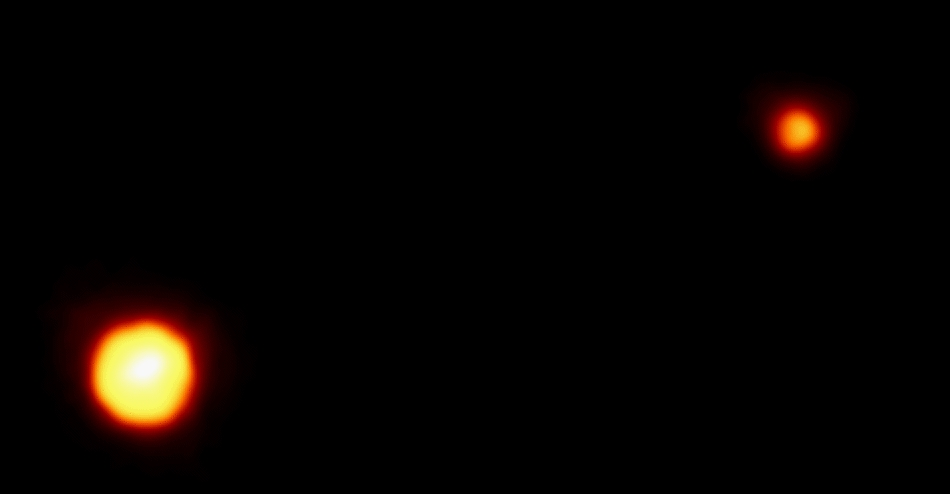
A Plútó és a Charon a Faint Object Camera felvételén 1994 májusában

A Faint Object Camera (magyarul: Halvány Objektum Kamera) a Hubble űrtávcső egyik első generációs műszere, mely Európai Űrügynökség (ESA) legfőbb hozzájárulása a HST-hez.
A kamera a látható és ultraibolya fényt érzékelte, 115-től 650 nm-es hullámhosszokig.
Csak a COSTAR beépítése után kezdhették meg FOC-cal a tudományos munkát 1993-ban.
Nagy felbontással bíró a különlegesen halvány égitestekre specializált digitális fényképező, tulajdonképpen kettő teljesen különálló képalkotó rendszer.
Mindkettő egy foszfor képernyőn hoz létre egy új képet, mely százezerszer fényesebb mint a beérkező fény. Ezután egy második kamera beolvassa a foszfor képet amit digitális jelekké alakít, melyet csak a Földön rekonstruáltak digitális képpé.
2002 februárjában adta át helyét az Advanced Camera for Surveysnek az STS–109-es küldetés során.
Érdekességek:
- Felbontó képessége  olyan magas, hogy képes lenne külön fényforrásként érzékelni egy autó első lámpáit akár 8 000 kilométerről.
- A Legtovább a Hubble fedélzetén lévő tudományos műszer (4340 napot, azaz majdnem 12 évet volt a Hubble fedélzetén)
- A FOC-cal készítették ez első közvetlen képet egy távoli csillagról, a Betelgeuzeról.